# Ebeliakh
Ebeliakh (en rus: Эбелях) és un poble de la república de Sakhà, a Rússia, que en el cens del 2010 tenia 36 habitants, pertany al districte de Saskilakh.